# Muhi
Muhi község Borsod-Abaúj-Zemplén vármegyében, a Tiszaújvárosi járásban. A középkori Mohi területe, ahol a híres csata történt, nem azonos a mai Muhival.

## Fekvése
Miskolctól délkeletre található, mintegy 15 kilométeres távolságra, a 35-ös főút közelében, a Sajó jobb partján. Központján észak-déli irányban a 3606-os út vezet keresztül, a nyugati szomszédjával, Hejőkeresztúrral a 3308-as út köti össze. Legközelebbi szomszédja a tőle keletre alig 3 kilométerre fekvő – ám a Sajó túlpartján elterülő – Köröm, amelyre a 3601-es út vezet; utóbbinak az az érdekessége, hogy a nyomvonalába beletartozik a Sajón átkelő komp haladási útvonala is.
Muhi területét érinti az M30-as autópálya is, sőt nagyrészt a község területén helyezkedik el a sztráda Nyékládháza–Tiszaújváros-csomópontja és kisebb részben a Hejőkeresztúri pihenőhelye is.
A település határában, a 35-ös főút és a 3308-as út körforgalmú csomópontjának keleti szélélén található a muhi csata emlékműve.

## Története
A terület az őskortól lakott. A 13. században két település állt itt a jelentős hadi és kereskedelmi út mellett: Mohi mezőváros és Poga falu.
1241-ben Mohi közelében zajlott a Sajó-menti csata, amelyben a tatárok legyőzték IV. Béla seregeit. A település megsemmisült, csak a 14. századra települt be újra. 
Az országos jelentőségű útvonal mentén fekvő Mohi a 14. század óta a diósgyőri uradalom része, a 16. század elejéig királynéi birtok. II. Lajos 1520-ban engedélyezte, hogy a településen két országos vásárt tartsanak.
A török pusztítások 1526-ban, 1541-ben és 1583-ban is sújtották a települést. A mezőkeresztesi csata (1596) után végleg elpusztult és pusztává vált. A diósgyőri uradalom a földjeit majorságnak használta.
Poga a 18. században újra benépesült, 1928-ban pedig átnevezték Muhira, az egykori csata emlékére.
Az egykori Mohi területén ma az M30-as autópálya miskolci (nyugati) bekötőútja halad keresztül, amelyet három tó fog körül.

## Közélete

### Polgármesterei
- 1990–1994: Rácz József (független)[6]
- 1994–1998: Rácz József (független)[7]
- 1998–2002: Rácz József (független)[8]
- 2002–2005: Rácz József (független)[9]
- 2005–2006: Czinglérné Tóth Gizella (független)[10]
- 2006–2010: Czinglérné Tóth Gizella (független)[11]
- 2010–2014: Czinglérné Tóth Gizella (független)[12]
- 2014–2019: Rácz József Sándor (független)[13]
- 2019–2024: Rácz József (független)[14]
- 2024– : Uzelmann Anna Ildikó (független)[1]

A településen 2005. augusztus 28-án időközi polgármester-választást (és képviselő-testületi választást) tartottak, mert az előző faluvezetőnek – még tisztázást igénylő okból – megszűnt a polgármesteri tisztsége. A választáson ennek ellenére ő is elindult, de alulmaradt egyik kihívójával szemben.

## Népesség
A település népességének változása:
| Lakosok száma | 483  | 467  | 468  | 457  | 492  | 475  | 481  |
|               | 2013 | 2014 | 2015 | 2021 | 2022 | 2023 | 2024 |

A 2001-es népszámlálás adatai szerint a településnek csak magyar lakossága volt.
A 2011-es népszámlálás során a lakosok 87%-a magyarnak, 0,2% lengyelnek, 0,8% németnek, 0,2% románnak, 0,2% szlováknak mondta magát (13% nem válaszolt; a kettős identitások miatt a végösszeg nagyobb lehet 100%-nál). A vallási megoszlás a következő volt: római katolikus 48%, református 8,6%, görögkatolikus 4,6%, felekezeten kívüli 16% (22,6% nem válaszolt).
2022-ben a lakosság 89,2%-a vallotta magát magyarnak, 0,8% németnek, 0,2% lengyelnek, 0,2% cigánynak, 0,2% románnak, 3,3% egyéb, nem hazai nemzetiségűnek (10,8% nem nyilatkozott; a kettős identitások miatt a végösszeg nagyobb lehet 100%-nál). Vallásuk szerint 32,3% volt római katolikus, 11,4% református, 3,9% görög katolikus, 0,6% egyéb keresztény, 0,2% evangélikus, 0,2% ortodox, 11,2% felekezeten kívüli (39,8% nem válaszolt).

## Környező települések
Hejőkeresztúr (kb. 5 km), Köröm (2 km), Nagycsécs (kb. 2 km), Ónod (3 km), a legközelebbi város: Nyékládháza (kb. 7 km).